# Menahem Pressler

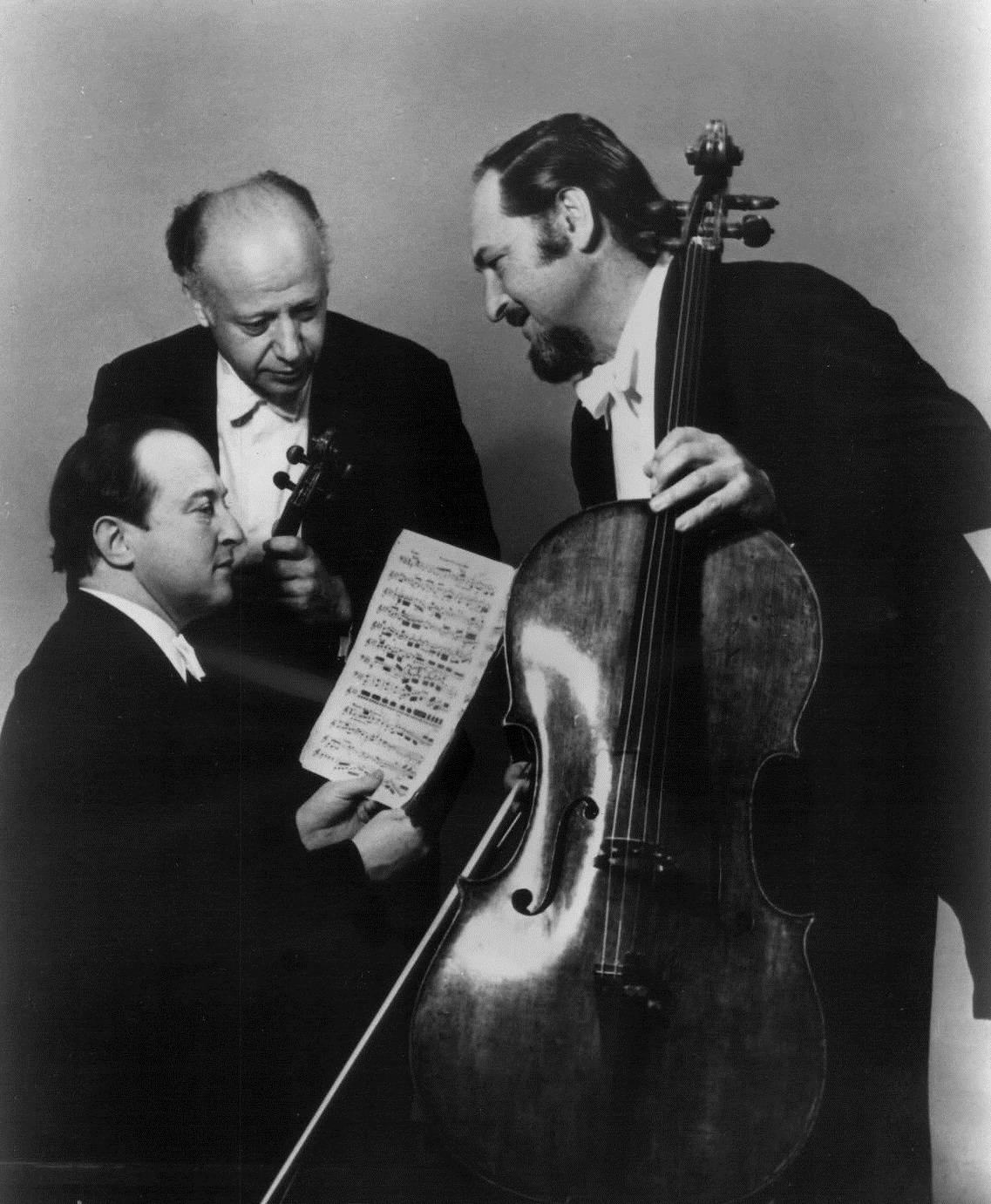
Beaux Arts Trio in 1980.
V.l.n.r. Menahem Pressler, Isidore Cohen, Bernard Greenhouse.

Menahem Pressler (Maagdenburg, 16 december 1923 – Londen, 6 mei 2023) was een Israëlisch-Amerikaanse pianist van Duits-Joodse afkomst, die beroemd werd door het Beaux Arts Trio en ook grote invloed had als pianopedagoog.

## Leven en werk
Pressler werd geboren in Duitsland. Vanwege hun Joodse afkomst vluchtte het gezin Pressler in 1938 voor het nazibewind naar het toenmalige mandaatgebied Palestina. De meeste naaste familieleden, die in Duitsland waren gebleven, overleefden de holocaust niet. De voornaam Max waarmee hij geboren was veranderde Pressler later in Menahem om zijn Joodse identiteit en zijn verbondenheid met de staat Israël te benadrukken. 
In 1946 werd zijn reputatie gevestigd doordat hij de Debussy International Piano Competition in San Francisco won. Kort daarna volgde zijn debuut in Carnegie Hall in New York als solist bij het Philadelphia Orchestra onder Eugene Ormandy. Hij rondde zijn opleiding af in Californië bij Bruno Walter. Later concentreerde hij zich vooral op kamermuziek. Hij was in 1955 een van de medeoprichters van het Beaux Arts Trio, dat veelal wordt gezien als 's werelds toonaangevende pianotrio. Het ensemble bestond 53 jaar en wisselde enkele malen van violist en cellist, maar Pressler bleef al die jaren als pianist de centrale figuur.  
Pressler woonde sinds 1955 in de Amerikaanse stad Bloomington (Indiana) met zijn vrouw Sara, gaf les aan de Jacobs School of Music van de Universiteit van Indiana en bekleedde er de Dean Charles H. Webb-leerstoel in de muziek. Zijn muzikale precisie en uitgebreide kennis van de literatuur voor piano en kamermuziek gaven hem een internationale reputatie als vooraanstaand docent. Nederlandse pianisten als Stanley Hoogland, Daria van den Bercken en Lucas Jussen studeerden bij hem en vele anderen rondden hun studie bij hem af of volgden zijn masterclasses, onder wie Thomas Beijer, Bart van de Roer, Christiaan Kuyvenhoven, de Vlaamse pianist Liebrecht Vanbeckevoort, de altvioliste Francien Schatborn en de violiste Noa Wildschut.
Gedurende drie decennia was Pressler nauw verbonden met het Vermont Mozart Festival, dat in 1974 werd opgericht door zijn vriend en agent Melvin Kaplan. Pressler trad er vaak op, zowel als solist als in kamermuziekverband. Hij leidde er ook zeer populaire workshops. Na 2008, toen het Beaux Arts Trio niet meer bestond, bleef Pressler tot op hoge leeftijd optreden, als solist (al dan niet met orkest) en in kamermuziekensembles van diverse samenstelling.  
Naast meer dan vijftig opnames met het Beaux Arts Trio heeft Pressler nog dertig andere opnames gemaakt. Hij redigeerde de uitgave van de laatste pianosonate (nr. 9) van Sergej Prokofjev. 
Pressler overleed op 6 mei 2023 op 99-jarige leeftijd.

## Media
- Pressler was te zien in documentaires waarin hij commentaar gaf op de Van Cliburn International Piano Competition.
- In 2014 maakte Grete Liffers de documentaire The Life I Love - The pianist Menahem Pressler.

## Prijzen en onderscheidingen
Pressler ontving vele prijzen en onderscheidingen, waaronder England's Record of the Year (1997), vier nominaties voor een Grammy Award en de Lifetime Achievement and Gold Medal of Merit van de National Society of Arts and Letters. Hij kreeg eredoctoraten van de University of Nebraska–Lincoln, University of Kansas, de San Francisco Conservatory of Music en de North Carolina School of the Arts. Hij werd in 2000 gekozen tot lid van de National Academy of Arts and Sciences.